# قیف

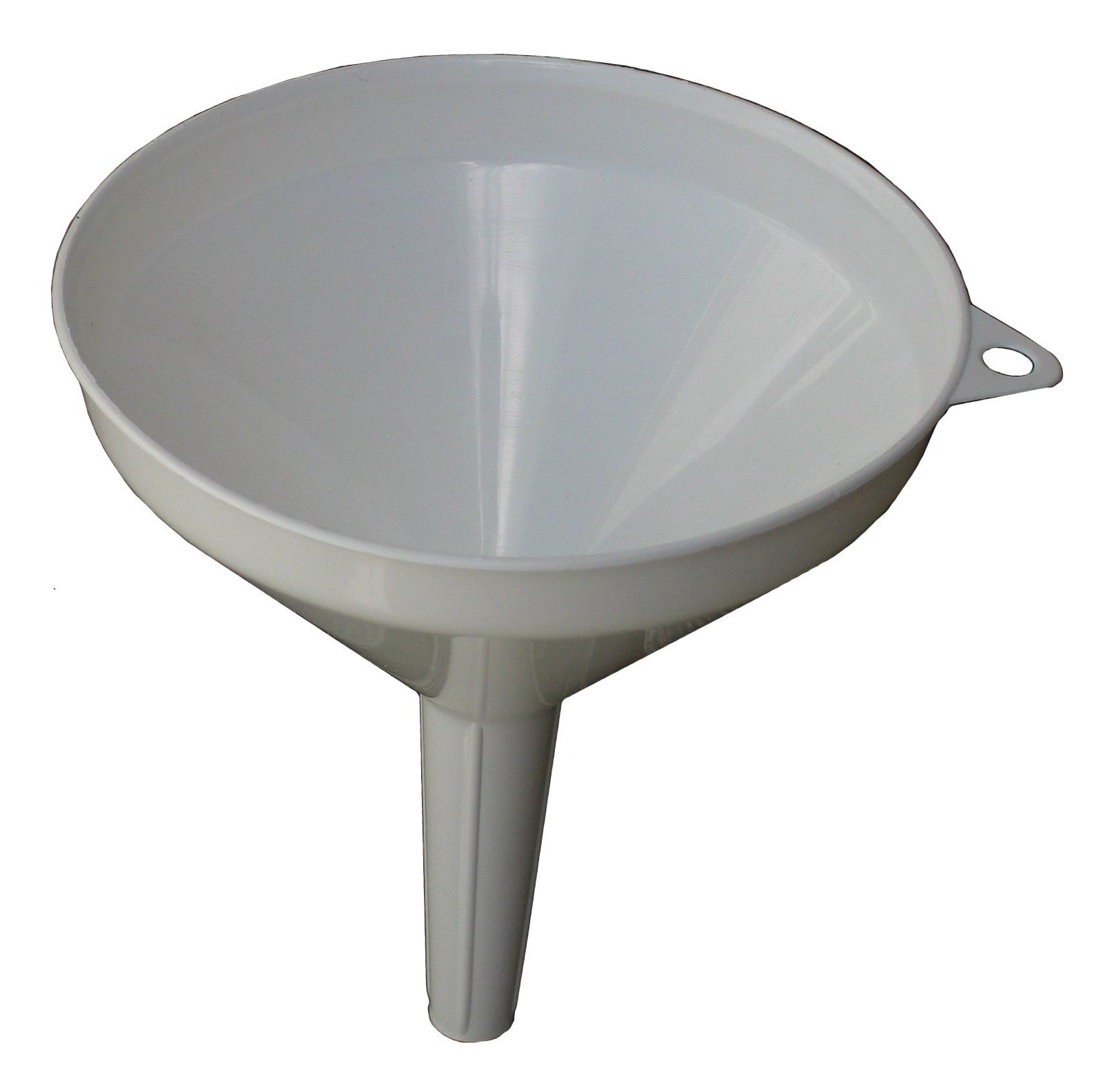
یک قیف آشپزخانه

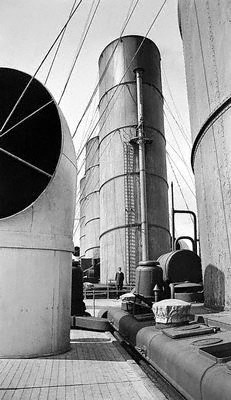
یک قیف در کشتی

قیف، قطعه لوله ای کوتاه است. یک سر گشاد و یک سر باریک و تنگ  دارد . قیف برای هدایت مایعات و یا توده هایی مانند  پودر ، یا دانه های ریز و از این قبیل  به داخل دهانه ای بکار میرود که به اندازه کافی بزرگ نیست. برای مثال برای انتقال روغن مایع به یک بطری، چون دهانه بطری به اندازه کافی فراخ نیست و ممکن است بخشی از روغن وارد دهانه نشود و به هدر برود؛ از قیفی استفاده میکنند که سر باریک آن داخل دهانه جا گیرد.
قیف‌ها معمولاً از جنس استیل ضدزنگ، شیشه یا پلاستیک ساخته می‌شوند. مواد مورد استفاده در ساخت این دستگاه باید به‌اندازه کافی محکم باشند تا قیف بتواند وزن  موادی  که قرار است انتقال یابد را تحمل کند و نباید نسبت به این مواد واکنش نشان دهد. به همین‌دلیل، استیل ضد زنگ یا شیشه برای انتقال گازوئیل مفید هستند، درصورتیکه پلاستیک برای یک آشپزخانه می‌تواند مفید باشد.
لفظ "قیف" گاهی‌اوقات برای اشاره به دودکش یا دودکش قطار در قطار بخار یا لوکوموتیو بخار استفاده می‌شود و معمولاً در اشاره به یک کشتی بکار می‌رود. اصطلاح "قیف" را می‌توان برای سایر اشیاء ظاهراً ناشناس، همچون لوله سیگار یا حتی آشپزخانه‌های بدون ارتفاع نیز بکار برد.